# أوسكار بيريز سوليس
أوسكار بيريز سوليس (بالإسبانية: Óscar Pérez Solís)‏ هو سياسي إسباني، ولد في 21 أغسطس 1882 في إسبانيا، وتوفي في 26 أكتوبر 1951 في بلد الوليد في إسبانيا. حزبياً، نشط في حزب العمال الاشتراكي الإسباني وSpanish Communist Workers' Party (1921) ‏ والحزب الشيوعي الإسباني وفلانخي الإسبانية.